# Hrabstwo Hinsdale
Hrabstwo Hinsdale (ang. Hinsdale County) – hrabstwo w stanie Kolorado w Stanach Zjednoczonych. Hrabstwo zajmuje powierzchnię 2909 km². Według szacunków United States Census Bureau w roku 2010 liczyło 843 mieszkańców. Siedzibą administracyjną hrabstwa jest Lake City.

## Miasta
- Lake City

## CDP
- Cathedral
- Piedra